# Marcos Alonso Peña
Marcos Alonso Peña (1. října 1959 Santander – 9. února 2023) byl španělský fotbalista, záložník.

## Fotbalová kariéra
Ve španělské lize hrál za Racing de Santander, Atlético Madrid, FC Barcelona a CD Logroñés. Nastoupil ve 302 ligových utkáních a dal 46 gólů. S FC Barcelona získal v roce 1985 mistrovský titul a v roce 1983 španělský pohár. V Poháru mistrů evropských zemí nastoupil v 7 utkáních a dal 1 gól, v Poháru vítězů pohárů nastoupil v 7 utkáních a v Poháru UEFA nastoupil v 9 utkáních. V Superpoháru UEFA nastoupil ve 2 utkáních. Za reprezentaci Španělska nastoupil v letech 1979–1983 v 9 utkáních a dal 1 gól. Byl členem reprezentace na Mistrovství Evropy ve fotbale 1984, ale v utkání nenastoupil. Reprezentoval Španělsko na LOH 1980 v Moskvě,  nastoupil ve 3 utkáních a dal 1 gól. 

## Ligová bilance
| Ročník                     | Zápasy | Góly | Klub                |
| -------------------------- | ------ | ---- | ------------------- |
| Primera División 1977/1978 | 17     | 1    | Racing de Santander |
| Primera División 1978/1979 | 34     | 4    | Racing de Santander |
| Primera División 1979/1980 | 29     | 1    | Atlético Madrid     |
| Primera División 1980/1981 | 32     | 4    | Atlético Madrid     |
| Primera División 1981/1982 | 29     | 5    | Atlético Madrid     |
| Primera División 1982/1983 | 30     | 6    | FC Barcelona        |
| Primera División 1983/1984 | 34     | 12   | FC Barcelona        |
| Primera División 1984/1985 | 18     | 40   | FC Barcelona        |
| Primera División 1985/1986 | 16     | 5    | FC Barcelona        |
| Primera División 1986/1987 | 26     | 1    | FC Barcelona        |
| Primera División 1987/1988 | 26     | 2    | Atlético Madrid     |
| Primera División 1988/1989 | 3      | 0    | Atlético Madrid     |
| Primera División 1989/1990 | 8      | 1    | CD Logroñés         |
| CELKEM Primera División    | 302    | 46   |                     |